# Arazaire
Arazaire es una comunidad nativa harákmbut ubicada en el distrito de Inambari, provincia de Tambopata en el departamento de Madre de Dios, en Perú. Posee una extensión de 1301.348194445 hectáreas y alberga a una población de 239 habitantes.
Está reconocida como una comunidad nativa según la resolución de reconocimiento R.D. 1694-77-DGRA-AR de fecha 13 de julio de 1977 que la enlista como pueblo indígena  dentro de la base de datos del  Estado Peruano. En ese entonces su líder era José Tijé Huarao. La comunidad es parte de la Federación Nativa del Río Madre de Dios y Afluentes (Fenamad).